# Sinnwiesen von Altengronau

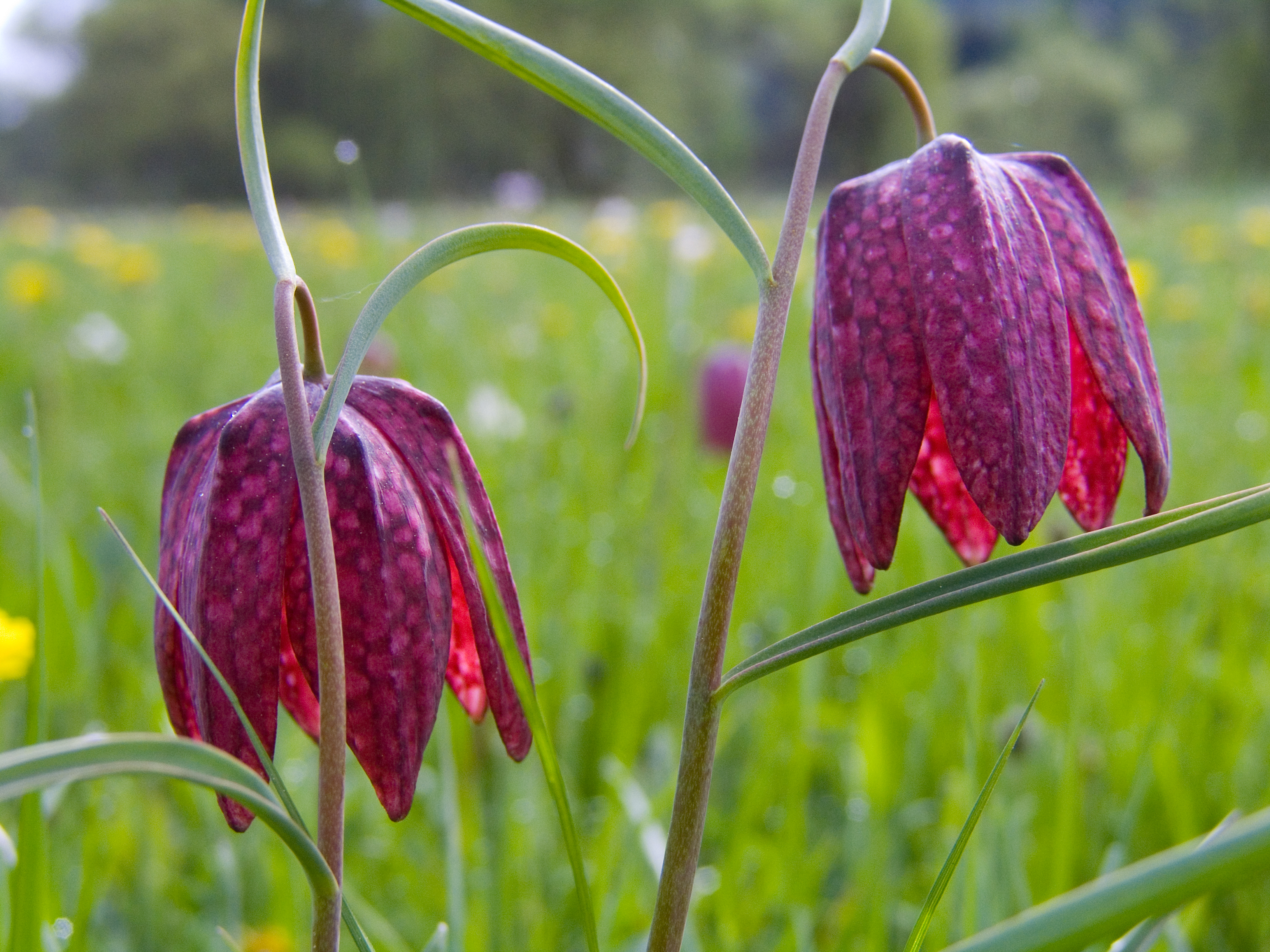
Schachbrettblume im NSG

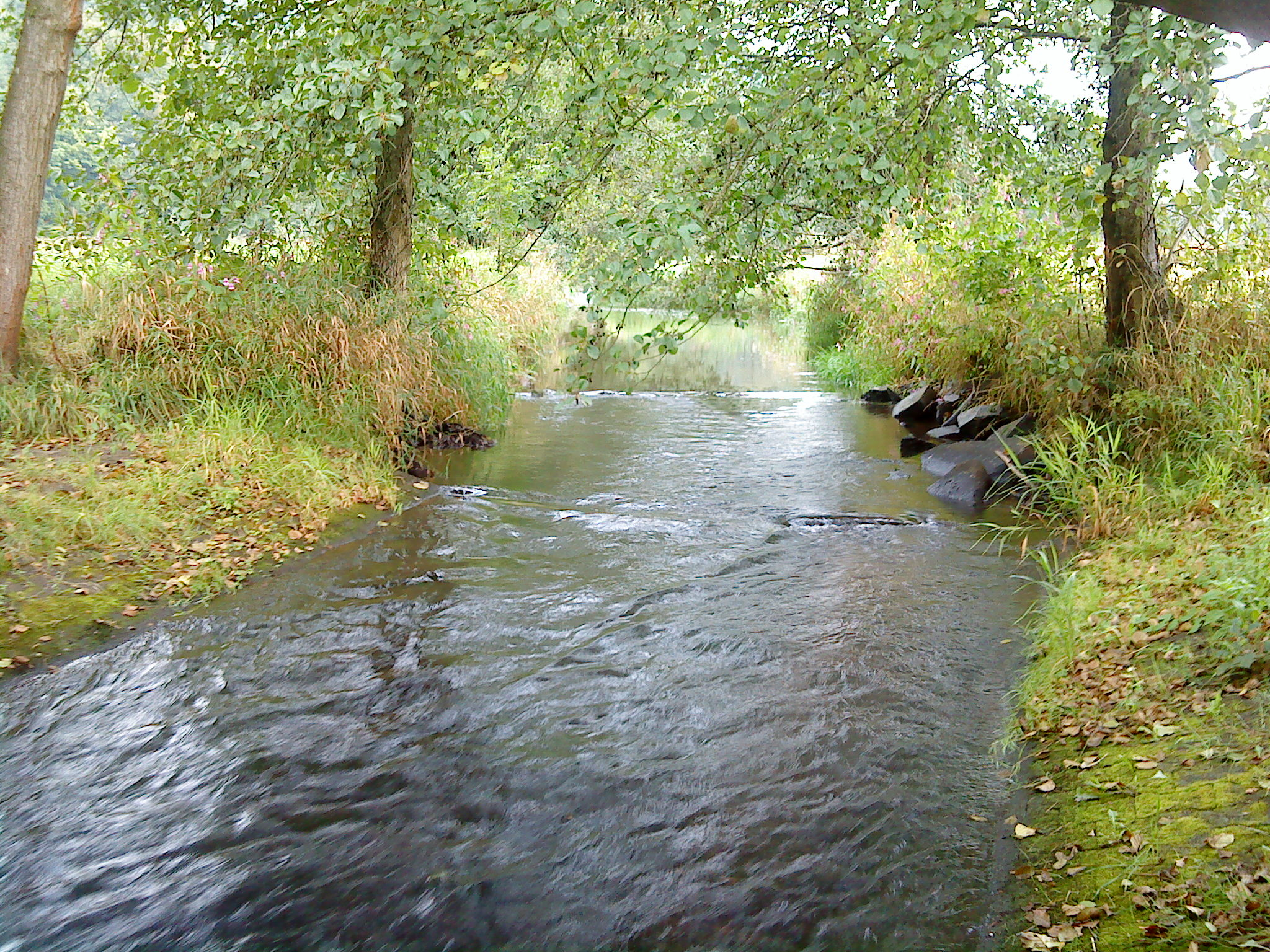
Die Schmale Sinn im Naturschutzgebiet

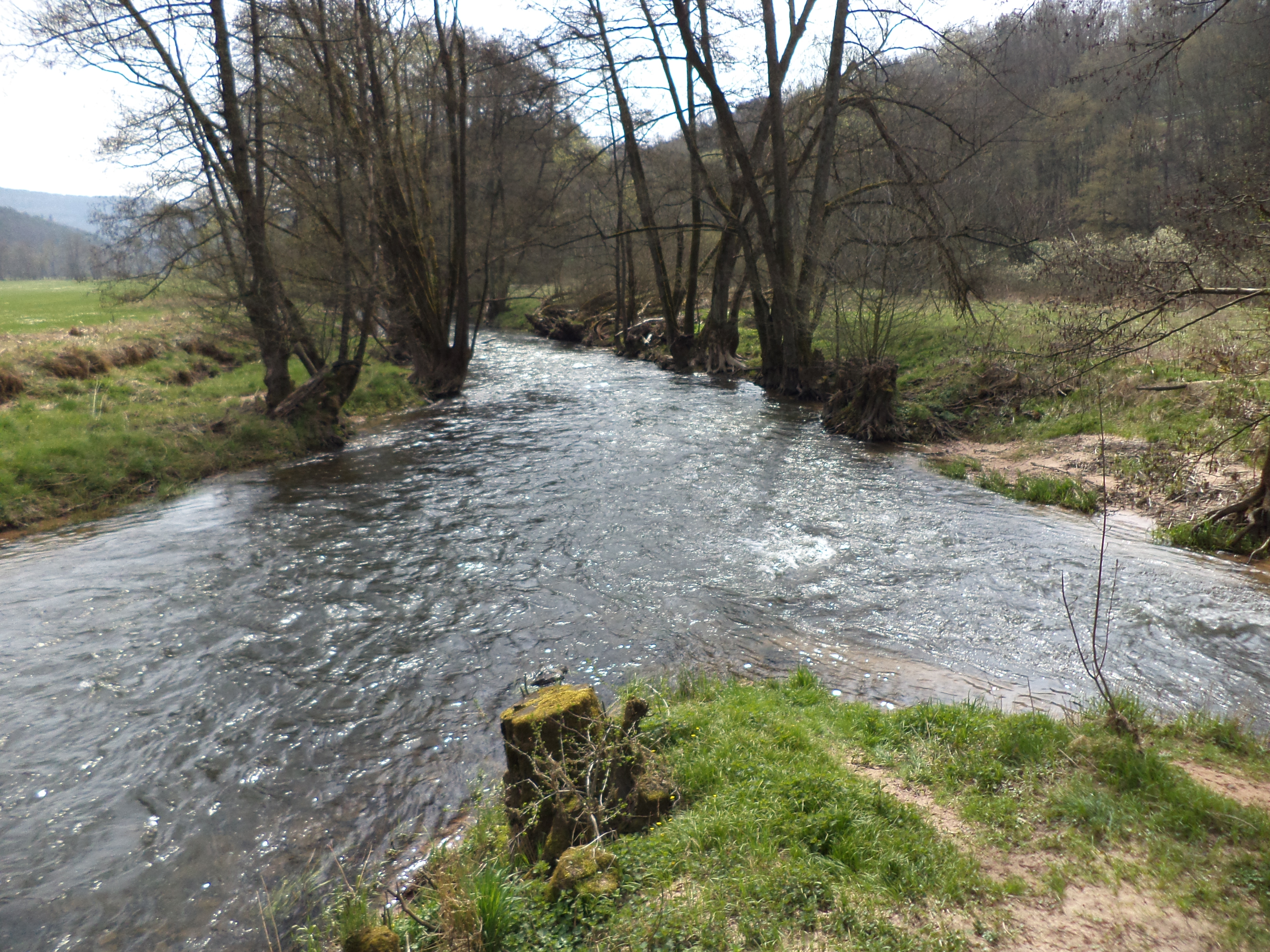
Die Mündung der Jossa in die Sinn

Die Sinnwiesen von Altengronau sind ein Naturschutzgebiet (NSG) bei Altengronau und Jossa im hessischen Main-Kinzig-Kreis (NSG-Nr.: 435-047).

## Lage und Größe
Das Naturschutzgebiet erstreckt sich in einer Höhe von 220 m ü. NN über ein Gebiet von 72,9 ha entlang der Sinn, der Schmalen Sinn und im Mündungsbereich der Jossa. Im Süden setzen sich die hessischen Sinnwiesen von Altengronau im bayerischen Naturschutzgebiet Sinngrund fort.

## Kurzcharakteristik und Schutzzweck
Die Sinnwiesen von Altengronau wurden in den 1980er Jahren wegen des Vorkommens seltener Spezies wie der Schachbrettblume (Fritillaria meleagris) und des europäischen Bibers (Castor fiber) als Naturschutzgebiet ausgewiesen.

## Flora und Fauna
Die Sinnwiesen von Altengronau beherbergen eine Vielzahl typischer Tiere und Pflanzen für Feuchtwiesen. Für Naturbeobachtungen ist das Naturschutzgebiet bestens geeignet. Zu den  anzutreffenden Arten, die in der Roten Liste gefährdeter Arten aufgeführt sind, zählen zum Beispiel
aus der Flora:
- Asternartige:
  - Drüsenlose Kugeldistel (Echinops exaltatus)
- Farne:
  - Straußenfarn (Matteuccia struthiopteris)
- Doldenblütlerartige:
  - Wasserfenchel, Haarstrangblättriger (Oenanthe peucedanifolia)
- Kreuzblütlerartige:
  - Wiesen-Schaumkraut (Cardamine pratensis)
- Lilienartige:
  - Schachbrettblume (Fritillaria meleagris)
- Lippenblütlerartige:
  - Kriechender Günsel (Ajuga reptans)
- Orchideen:
  - Kleines Knabenkraut (Orchis morio)
  - Männliches Knabenkraut (Orchis mascula)

aus der Fauna:
- Insekten:
  - Bläulinge (Lycaenidae)
- Fische:[4]
  - Äsche (Thymallus thymallus)
  - Bachforelle (Salmo trutta fario)
  - Bachneunauge (Lampetra planeri)
  - Barbe (Barbus barbus)
  - Groppe (Cottus gobio)
  - Nase (Chondrostoma nasus)
  - Quappe (Lota lota)
  - Rotfeder (Scardinius erythrophthalmus)
  - Schleie (Tinca tinca)
- Lurche:
  - Gelbbauchunke (Bombina variegata)
  - Nördlicher Kammmolch (Triturus cristatus)
- Vögel:
  - Bekassine (Gallinago gallinago)
  - Eisvogel (Alcedo atthis)
  - Wasseramsel (Cinclus cinclus)
- Säugetiere:
  - Bechsteinfledermaus (Myotis bechsteinii)
  - Europäischer Biber (Castor fiber)[5]
  - Fischotter (Lutra lutra)[6]